# Boudewijn Hendricksz
Boudewijn Hendricksz foi um corsário holandês e depois almirante. Ele é mais famoso por seu papel na Batalha de San Juan (1625) durante a Guerra dos Oitenta Anos, na qual tentou, mas não conseguiu, capturar San Juan das forças espanholas. No mesmo ano, antes do ataque a San Juan, ele tentou recapturar a Bahia, Brasil, depois que os espanhóis venceram as forças holandesas na cidade.
Ele foi em um ponto também um dos burgueses de Edam.

## Campanhas militares
Em 1625, a Companhia Holandesa das Índias Ocidentais ordenou que Hendrijks resgatasse a Bahia, que estava nas mãos dos holandeses, mas havia sido atacada pelos espanhóis. Recebeu 34 navios com boa artilharia e 6 500 homens, mas quando chegou ao Brasil os espanhóis já haviam expulsado os holandeses da cidade.

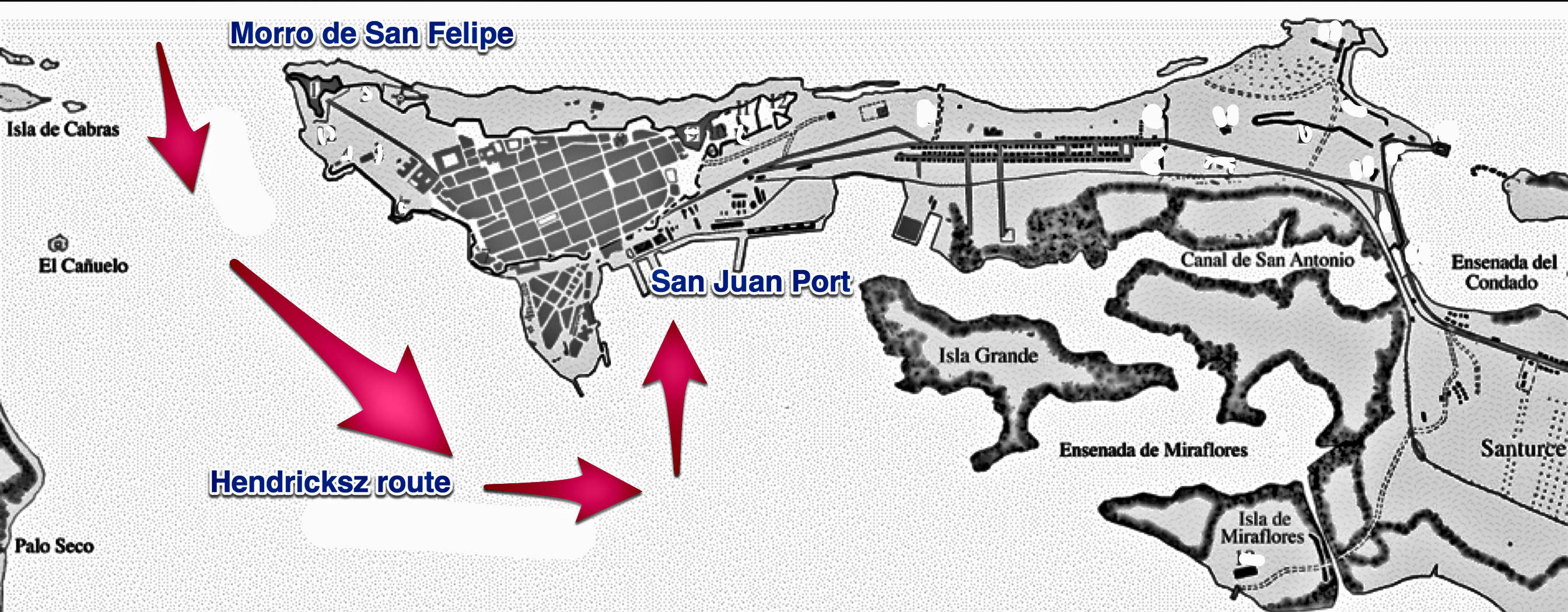
Hendricksz 1625 ataque em San Juan, Porto Rico

Vários dias após a rendição holandesa, uma frota de socorro de 33 navios sob o comando do almirante Boudewijn Hendricksz, secundado pelo vice-almirante Andries Veron, avançou sobre a baía dividida em duas colunas. Toledo, que foi avisado sobre sua chegada, dispôs 6 galeões para atraí-los para um fogo cruzado assassino. No entanto, vendo a grande frota hispano-portuguesa ancorada no interior, Hendricksz decidiu retirar-se para o mar aberto. Navios de guerra espanhóis tentaram persegui-lo, mas um galeão encalhou e a perseguição foi abandonada. Hendricksz dividiu sua frota em três grupos. Um deles voltou para a Holanda com mantimentos e munições para a guarnição de Salvador; os outros dois atacaram respectivamente a cidade colonial espanhola do Caribe de San Juan de Puerto Rico e o posto comercial português africano do Castelo de Elmina, mas ambos foram derrotados decisivamente.
A frota holandesa partiu então para a Paraíba, onde foi dividida em duas. Metade dos navios, comandados por Veront, partiu para a África. Os outros 17 navios foram comandados pelo próprio Hendrijks e foram para Porto Rico com a intenção de capturá-lo.
Em 24 de setembro de 1625, Hendrijks chegou à costa de San Juan com 17 navios e 2 000 homens e enviou uma mensagem ao governador de Porto Rico, Juan de Haro, ordenando que ele entregasse a ilha. De Haros recusou; ele era um militar experiente e esperava um ataque na seção conhecida como Boqueron. Ele, portanto, tinha essa área fortificada. No entanto, os holandeses tomaram outra rota e desembarcaram em La Puntilla.

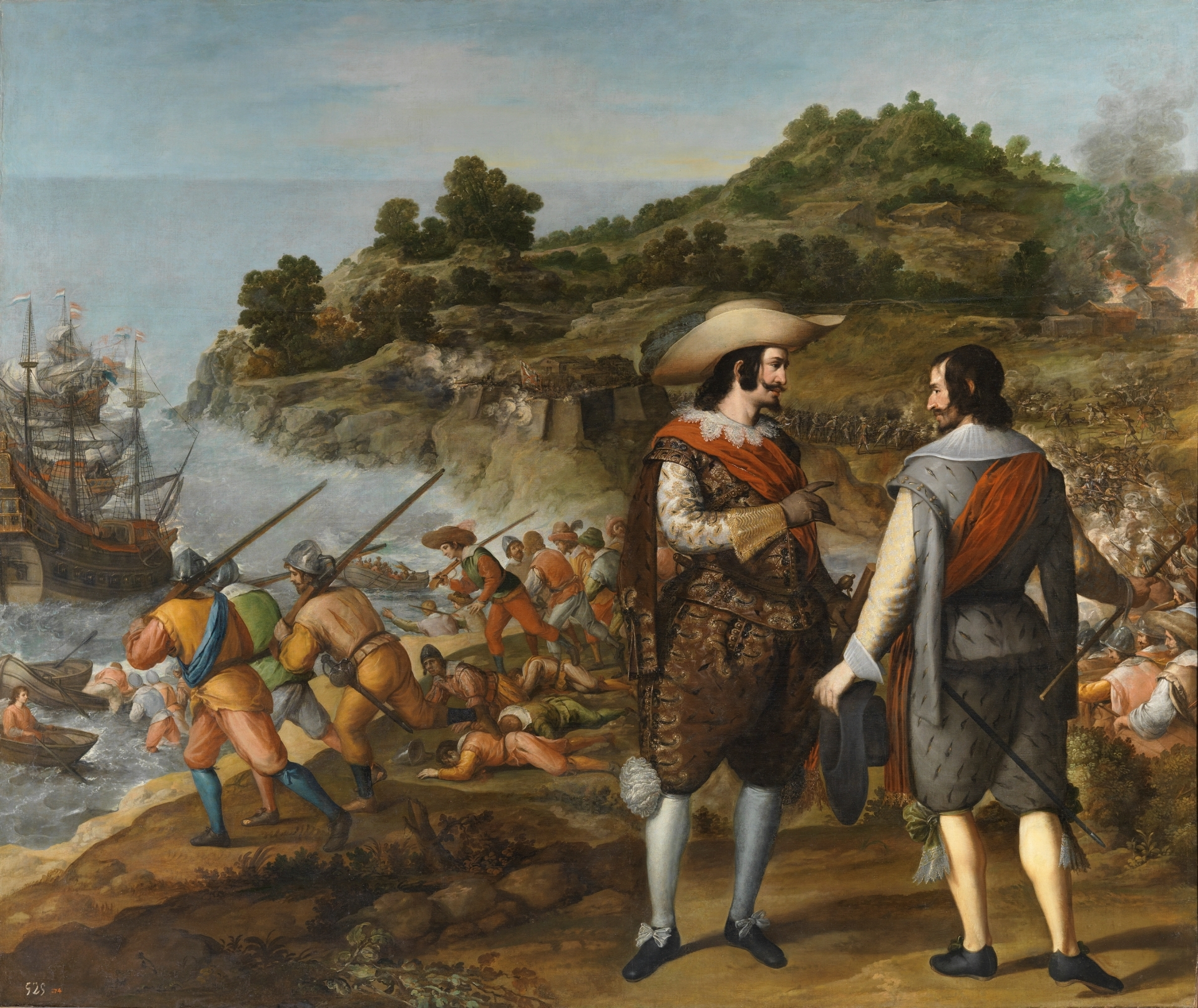
pintura espanhola do século XVII comemorando a derrota de Hendricksz em San Juan de Puerto Rico; por Eugenio Caxés, Museo del Prado

De Haro percebeu que uma invasão era inevitável e ordenou que o capitão Juan de Amézqueta, mais 300 homens estacionados no "Castelo San Felipe del Morro" (também conhecido como "El Morro") e a cidade de San Juan fossem evacuados. Ele também fez com que o ex-governador Juan de Vargas organizasse uma resistência armada no interior da ilha. Em 25 de setembro, Hendrijks atacou San Juan, cercando o Castelo El Morro e La Fortaleza (Mansão do Governador). Invadiu a capital e instalou sua sede em La Fortaleza. Os holandeses foram contra-atacados pelo capitão Juan de Amézqueta e 50 membros da milícia civil em terra e pelos canhões das tropas espanholas no Castelo de El Morro. A batalha terrestre deixou 60 soldados holandeses mortos e Hendrijks com uma espada ferida no pescoço que recebeu das mãos de Amézqueta, que é considerado um dos melhores espadachins da ilha.
Os navios holandeses no mar foram abordados pelos porto-riquenhos que derrotaram os holandeses na batalha terrestre. Após uma longa batalha, os soldados espanhóis e voluntários da milícia da cidade conseguiram defender a cidade do ataque e salvar a ilha de uma invasão. Em 21 de outubro, Enrico incendiou La Fortaleza e a cidade. Os capitães Amézqueta e Andrés Botello decidiram acabar com a destruição e lideraram 200 homens em um ataque contra a frente e a retaguarda do inimigo. Eles expulsaram Hendrijks e seus homens de suas trincheiras para o oceano na pressa de alcançar seus navios.
Hendrijks, em sua retirada, deixaria para trás um de seus maiores navios encalhados e mais de 400 de seus homens mortos.  Ele então tentou invadir a ilha atacando a cidade de Aguada. Ele foi novamente derrotado pela milícia local e abandonou a ideia de invadir Porto Rico.
O corsário seguiu então para Santo Domingo, onde atacou outro forte, e depois partiu para Margarita. Em 22 de fevereiro chegou a Pampatar, que tomou facilmente, e desembarcou em uma aldeia agora chamada Porlamar. Mas esses sucessos limitados não compensaram o esforço feito no equipamento de sua frota.
Ele então decidiu ir para Havana, cujas defesas estudou por algum tempo, até que finalmente decidiu que era uma loucura tentar tomá-la. Ele então viajou para Matanzas e desembarcou em Cabañas, onde abasteceu. Lá ele adoeceu e morreu em 2 de julho de 1626. Sua frota retornou à Holanda, e apenas 700 dos 1 500 homens que atacaram Porto Rico voltaram vivos.